# تاسغيموت
تاسغيموت هي قلعة من القرون الوسطى توجد بالقرب من مراكش بالمغرب، تم بناؤها على هضبة صخرية، وحصّنها المرابطون في عهد علي بن يوسف في القرن الثاني عشر لحماية العاصمة القريبة من أغمات عندما كان الموحدون يشُقّون طريقهم في غرب المغرب العربي. احتل الموحدون القلعة عام 1132. تم إجراء بعض الحفريات الأثرية في القرن العشرين، ولكن تم استخدام العديد من بقايا التحصينات في مشاريع البناء المحلية.

## الموقع والتاريخ
تبلغ تاسغيموت حوالي 40 كـم (25 ميل) جنوب شرق مراكش. في وقت من الأوقات سيطرت على العاصمة القديمة أغمات. يحتوي الموقع أيضًا على أدلة على احتلال العصر الحجري الحديث، يشبه جبل المدور.
بُنيت التحصينات بأمر من علي بن يوسف، وكانت مصنوعة من التربة المدكوكة وليس من الحجارة، مما يشير إلى أنها شُيدت على نحو ملائم في وقت كانت فيه الدولة الموحدية مُهدّدة من المرابطين. غزاها الموحدون عام 1132، وأزال الخليفة الموحّدي عبد المومن الأبواب الخشبية لتركيبها في تينمل.
تم بناء القلعة على هضبة بارتفاع 1,240 م (4,070 قدم)، بعد حوالي ستين عامًا من بناء حصن في مراكش، ما زالت بقاياه مُحيطة بجامع الكتبية الأول؛ أدى اكتشافهم في عام 1948 إلى قيام تشارلز ألين وجاك مونييه بإجراء دراسة عن تاسغيموت. تم الانتهاء من جدار دفاعي بطول 3.5 كم (2.2 ميل) بحلول عام 1125. معظم المباني الدفاعية موجهة نحو الغرب، وهو الجانب الأكثر ضعفًا. وهي تشمل معقلًا كبيرًا يُدعى باب غدير، لا تزال بقاياه موجودة، وبرجًا في أقصى الجنوب. كان سمك الجدار حوالي 2 م (6 قدم 7 بوصة) سميكة، وكان يضم ما مجموعه 15 حصنًا مستطيلًا، معلقة على الحائط. تم الوصول إلى المجمع من خلال بوابة في الشمال الغربي تسمى باب الموحدين، وبالقرب منها قصبة بها أماكن للمعيشة، ومخازن، وترسانة، ومعيشة رئيس الحامية.

## التاريخ الحديث وعلم الآثار
نُشرت الاستقصاءات الأثرية للموقع في أعوام 1927 و 1951 و 1999. بدأ العمل الأول، بواسطة هنري باست وهنري تيراس، في عام 1923 وتم نشر النتائج في عام 1927 (لم يتم إجراء أي حفريات). نظرًا لعدم استخدام أي بناء وتم تنفيذ جميع المباني بطريقة بسيطة وغير مزخرفة، فقد خلصوا إلى أن القلعة شُيدت بسرعة، على الرغم من أن مساحة السطح تشير إلى وجود حامية كبيرة هنا. بعد اكتشاف الحصن في الكتبية، بدأت دراسة ثانية في تاسغيموت عام 1949 بقيادة شارل ألين وجاك مونيه. أولاً درسوا التضاريس، وفي عام 1951 بدأوا في حفر أهم المباني: الأبواب، والمعقل الغربي، وأجزاء من القصبة. تم نشر دراستهم في عام 1951. وأشاروا إلى أن الهضبة لا بد أنها شهدت الكثير من حركة المرور بالفعل قبل الموحدين، حيث تم العثور على أدوات الصوان وفأس مصقول من العصر الحجري الحديث بالقرب من نبع جاف الآن. منذ التحقيق، تم نقل الكثير من المواد الحجرية لخدمة احتياجات البناء المحلية.